# Chlorophthalmus proridens
Chlorophthalmus proridens är en fiskart som beskrevs av Gilbert och Cramer, 1897. Chlorophthalmus proridens ingår i släktet Chlorophthalmus och familjen Chlorophthalmidae. Inga underarter finns listade i Catalogue of Life.